# Garrigues (Catalunha)
Garrigues (em catalão e oficialmente) ou Las Garrigas (em castelhano) é uma comarca da Catalunha, Espanha. Abarca uma superfície de 797,61 quilômetros quadrados e tem 19 979 habitantes.

## Subdivisões
A comarca das Garrigues subdivide-se nos seguintes municípios:
- L'Albagés
- L'Albi
- Arbeca
- Bellaguarda
- Les Borges Blanques
- Bovera
- Castelldans
- Cervià de les Garrigues
- El Cogul
- L'Espluga Calba
- La Floresta
- Fulleda
- La Granadella
- Granyena de les Garrigues
- Juncosa
- Juneda
- Els Omellons
- La Pobla de Cérvoles
- Puiggròs
- El Soleràs
- Tarrés
- Els Torms
- El Vilosell
- Vinaixa